# 格林埃克斯 (加利福尼亚州里弗赛德县)
格林埃克斯 （英語：Green Acres）是位於美國加利福尼亞州河濱縣的一個人口普查指定地區。

## 地理
格林埃克斯 的座標為33°44′06″N 117°04′42″W / 33.73500°N 117.07833°W，而該地最高點為海拔高度474米（即1555英尺）。

## 人口
根據2010年美國人口普查的數據，格林埃克斯 的面積為3.627平方千米，當中陸地面積為3.627平方千米，而水域面積為0.000平方千米。當地共有人口1805人，而人口密度為每平方千米497人。